# Stefan Heym

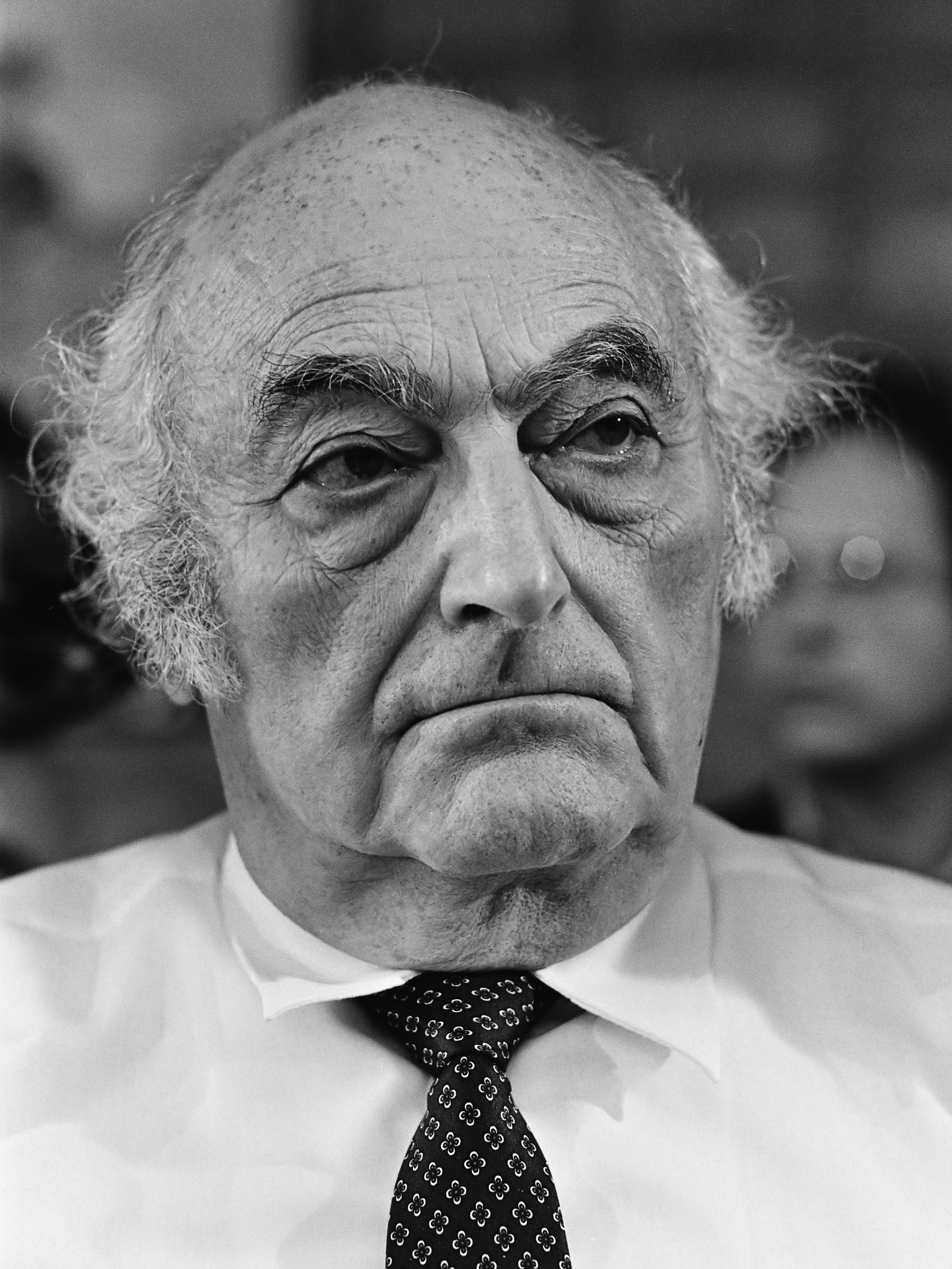
Stefan Heym (1982)

Helmut Flieg (Chemnitz, 10 april 1913 - Ein Bokek (Israël), 16 december 2001), die publiceerde onder de naam Stefan Heym, was een Duits schrijver van Joodse afkomst.

## Biografie
Stefan Heym was al vroeg politiek betrokken. Al in 1931 werd hij van het Gymnasium in Chemnitz gestuurd na publicatie van een anti-fascistisch gedicht. Nadat hij aan het Heinrich-Schliemann-Gymnasium in Berlijn geslaagd was voor zijn eindexamen, begon hij er journalistiek te studeren. Na de brand van de Rijksdag 1933 verliet Heym Duitsland en vertrok naar Praag in het toenmalige Tsjechoslowakije. Met een studiebeurs van een joodse studentenorganisatie trok hij in 1935 naar de Verenigde Staten waar hij aan de universiteit van Chicago zijn studies in de journalistiek afrondde met een scriptie over Heinrich Heines Atta Troll. Van 1937 tot 1939 was hij hoofdredacteur van het linkse weekblad Deutsches Volksecho in New York. Toen het weekblad in november 1939 ophield te bestaan, begon Heym een loopbaan als autonoom schrijver in het Engels. Zijn eerste roman, Hostages, kende onmiddellijk succes. In 1943 nam hij dienst in het Amerikaanse leger; als officier, belast met psychologische oorlogsvoering, nam hij deel aan de landing in Normandië. De eerste tijd na de Tweede Wereldoorlog leidde Heym de Ruhr Zeitung in Essen; kort nadien was hij in München medestichter van de Neue Zeitung, een krant welke verscheen onder toezicht van het Amerikaanse bezettingsleger. Wegens zijn pro-communistische houding werd hij in 1945 overgeplaatst naar de Verenigde Staten waar hij ertoe gedwongen werd het leger te verlaten. In de daarop volgende jaren werkte Heym opnieuw als autonoom auteur.
In de McCarthy-periode gaf Heym zijn status van officier op en zag hij af van zijn Amerikaans staatsburgerschap en zijn oorlogsonderscheidingen; samen met o.a. Charlie Chaplin, Bertolt Brecht en Thomas Mann verliet hij de Verenigde Staten: in 1952 trok hij naar Praag, om zich in 1953 definitief in  de DDR te vestigen. Hij kreeg er de kans om verder te werken als zelfstandige schrijver, omdat hij in zijn publicaties de socialistische principes vertolkte.
In 1956 kwam hij echter in conflict met het DDR-regime over de verschijning van het boek 5 Tage im Juni over de volksopstand van 17 juni 1953.
Vanaf 1965 werden de verhoudingen met het regime moeilijker: een geldboete en zelfs een publicatieverbod werden zijn deel. Maar ondanks de wrijvingen met de autoriteiten behield Heym de mogelijkheid om als een van de weinige DDR-burgers vrij naar het buitenland te reizen en er te publiceren.
In de jaren zeventig nam Heym zijn verantwoordelijkheid op in het groeiende protest van een aantal schrijvers en wetenschappers tegen de hetze waarvan de liedjesschrijver Wolf Biermann en de chemicus Robert Havemann het mikpunt waren. Sedert de jaren tachtig steunde Heym de opkomende beweging voor de burgerrechten.
In de herfst van 1989 was hij betrokken bij de maandagdemonstraties tegen de onvrijheid in de DDR. Hij was een van de sprekers tijdens de doorslaggevende demonstratie van de 4de november 1989 op de Alexanderplatz. 

Na de Wende werd Heym juridisch gerehabiliteerd. In die overgangsjaren bleef Stefan Heym even kritisch over de politieke gang van zaken; hij vond dat bij de hereniging de Oost-Duitsers tekort werd gedaan en vreesde de invoering van het kapitalisme in het nieuwe Duitsland.
In 1994 werd hij in de Bondsdag gekozen voor de communistische PDS. Als direct verkozene voor de kieskring Berlijn-midden-Prenzlauer Berg en als oudste lid van de vergadering hield hij in november 1994 de openingsrede van de nieuwe Bondsdag. Reeds in oktober 1995 nam Heym ontslag uit de Bondsdag omdat hij niet wilde instemmen met een voorgenomen verhoging van de vergoeding voor de leden ervan.
In 2001 overleed hij aan de Dode Zee in Israël, waar hij op dat moment een symposium over Heinrich Heine bezocht. Hij ligt begraven op begraafplaats Weißensee.

## Werk
Stefan Heym publiceerde zowel in het Engels als het Duits. Zijn stijl van schrijven sprak velen aan, waardoor hij diverse bestsellers op zijn naam heeft staan.

### Werk in het Engels
- Nazis in U.S.A., New York 1938
- Hostages, New York 1942
- Of smiling peace, Boston 1944
- The crusaders, Boston 1948
- The eyes of reason, Boston 1951
- Goldsborough, Leipzig 1953
- The cannibals and other stories, Oost-Berlijn 1958
- The cosmic age, New Delhi 1959
- Shadows and lights, Londen 1963
- The Lenz papers, Londen 1964
- Uncertain friend, Londen 1969
- The King-David-report, New York 1973
- The Queen against Defoe, Londen 1975

### Werk in het Duits
- Tom Sawyers großes Abenteuer, Halle/Saale 1953 (samen met Hanus Burger)
- Forschungsreise ins Herz der deutschen Arbeiterklasse, Berlijn 1953
- Reise ins Land der unbegrenzten Möglichkeiten Berlijn 1954
- Im Kopf - sauber Leipzig 1955
- Offen gesagt Berlijn 1957
- Fünf Kandidaten Berlijn 1957
- Schatten und Licht. Geschichten aus einem geteilten Land Leipzig: List, 1960
- Casimir und Cymbelinchen Berlijn 1966
- Fünf Tage im Juni München 1974
- Cymbelinchen oder der Ernst des Lebens Gütersloh 1975
- Das Wachsmuth-Syndrom Berlijn 1975
- Erzählungen Berlijn 1976
- Erich Hückniesel und das fortgesetzte Rotkäppchen Berlijn 1977
- Die richtige Einstellung und andere Erzählungen München 1977
- Collin, München 1979
- Der kleine König, der ein Kind kriegen mußte und andere neue Märchen für kluge Kinder München 1979
- Wege und Umwege München 1980
- Ahasver München 1981
- Atta Troll München 1983
- Nachdenken über Deutschland Brussel 1984 (samen met Günter Grass)
- Schwarzenberg, München 1984
- Reden an den Feind, München 1986
- Nachruf, München 1988
- Meine Cousine, die Hexe und weitere Märchen für kluge Kinder, München 1989
- Auf Sand gebaut, München 1990
- Stalin verlässt den Raum, Leipzig 1990
- Einmischung, München 1990
- Filz, München 1992
- Radek, München 1995
- Der Winter unsers Missvergnügens, München 1996
- Immer sind die Weiber weg und andere Weisheiten, Düsseldorf 1997
- Pargfrider, München 1998
- Stefan Heym im Gespräch mit Dirk Sager, Berlin 1999
- Die Architekten, München 2000
- Es gibt Ideen, die Jahrtausende überstehen, Winsen/Luhe [e.a.] 2001 (samen met Michael Martens)
- Immer sind die Männer schuld, München 2002
- Offene Worte in eigener Sache, München 2003

- Bibsys: 90071445
- Biblioteca Nacional de Chile: 000506679
- Biblioteca Nacional de España: XX1109433
- Bibliothèque nationale de France: cb120260578 (data)
- Catàleg d'autoritats de noms i títols de Catalunya: 981058597919606706
- CiNii: DA03463140
- Gemeinsame Normdatei: 118550691
- International Standard Name Identifier: 0000 0001 2103 0522
- Library of Congress Control Number: n50039546
- Nationale Bibliotheek van Letland: 000034769
- MusicBrainz: 5739c34b-bc5e-4462-908e-0750cf3d87c8
- Bibliotheek van het Japanse parlement: 001301907
- Nationale Bibliotheek van Tsjechië: ola2001100014
- Nationale bibliotheek van Australië: 35192485
- Nationale Bibliotheek van Israël: 987007262665505171
- Nationale Bibliotheek van Polen: a0000001152994
- Nationale en Universitaire bibliotheek Zagreb: 000002925
- Nederlandse Thesaurus van Auteursnamen: 068179421
- Réseau des bibliothèques de Suisse occidentale: 02-A003369971
- LIBRIS: 190676
- SNAC: w6d50knt
- Système universitaire de documentation: 02842218X
- Trove: 859106
- Union List of Artist Names: 500376756
- Virtual International Authority File: 91729249
- WorldCat: E39PBJjMB7RkygYT8wwPMdJqwC